# Гордан, Пауль Альберт
Пауль Альберт Гордан (27 апреля 1837 года, Бреслау, Германия — 21 декабря 1912 года, Эрланген, Германия) — немецкий математик, студент Карла Якоби в университете Кёнигсберга, получил степень Ph.D. в университете Бреслау (1862), и профессор в Эрлангенском университете.
Он был известен как «король теории инвариантов». Его наиболее известный результат состоит в том, что кольцо инвариантов бинарных форм конечной степени является конечно порождённым.
Он и Альфред Клебш дали имя коэффициентам Клебша-Гордана. Гордан также известен как один из научных руководителей Эмми Нётер.